# راي هوليت
راي هوليت (بالإنجليزية: Raye Hollitt)‏ (مواليد 17 أبريل 1964) ممثلة و لاعب كمال أجسام أمريكية ، معروفة أيضا باسمها المسرحي Zap ، أحد الأعضاء الأصليين في أمريكان غلادياتورز.

## السيرة الذاتية
ظهرت راي هوليت في الموسم الأول من المصارعين الأمريكيين في عام 1989 ، واتوقفها في الموسم الثاني (1990-1991) لإجازة الأمومة ، قبل العودة للموسم الثالث واستمرارها في العرض حتى عام 1995. عادت للظهور في برنامج الخريجين في الموسم الأخير (1995–96).
قبل أن تشتهر بكونها زاب ، كانت هيليت متنافسة على عرض لعبة كارد شارك ، وكان لها دور في فيلم بليك إدواردز ، الجلد العميق.

## روابط خارجية
- راي هوليت على موقع IMDb (الإنجليزية)
- راي هوليت على موقع قاعدة بيانات الفيلم (الإنجليزية)

- Raye Hollitt Official website
- American Gladiators Zap Profile (GladiatorsTV.com)
- Raye Hollitt في قاعدة بيانات الأفلام على الإنترنت
- MuscleSport Radio interview with Joe Pietaro, 7/7/09
- Amazon.com Principal character "Cheryl Moray" in Ian A. Stuart's novel "Pursued" was inspired by Raye Hollitt